# Озерянська сільська рада (Бучацький район)
Озеря́нська сільська́ ра́да — колишня адміністративно-територіальна одиниця та орган місцевого самоврядування в Чортківському районі Тернопільської області. Адміністративний центр — с. Озеряни.

## Загальні відомості
Озерянська сільська рада утворена в 1945 році.
- Територія ради: 23,42 км²
- Населення ради: 1 421 особа (станом на 2001 рік)

До 19 липня 2020 р. належала до Бучацького району.
11 грудня 2020 р. увійшла до складу Бучацької міської громади.

## Населені пункти
Сільській раді підпорядковані населені пункти:
- с. Озеряни
- с. Верб'ятин

## Географія
Озерянська сільська рада розташована в південно-західній частині Тернопільської області, на заході Бучачського району, на кордоні з Монастириським районом.

## Склад ради
Рада складається з 16 депутатів та голови.
- Голова ради:
- Секретар ради: Бойчук Надія Іванівна

### Керівний склад попередніх скликань
| Прізвище, ім'я, по батькові | Основні відомості                                    | Дата обрання | Дата звільнення |
| --------------------------- | ---------------------------------------------------- | ------------ | --------------- |
| Семанишин Василь Антонович  | Сільський голова, 1959 року народження, безпартійний | 26.03.2006   | 31.10.2010      |

Примітка: таблиця складена за даними сайту Верховної Ради України

### Депутати
За результатами місцевих виборів 2010 року депутатами ради стали:

#### За суб'єктами висування
| Суб'єкт висування                                       | Кількість обраних депутатів | %    |
| ------------------------------------------------------- | --------------------------- | ---- |
| Самовисування                                           | 12                          | 75   |
| Політична партія Всеукраїнське об'єднання «Свобода»     | 3                           | 18,8 |
| Політична партія Всеукраїнське об'єднання «Батьківщина» | 1                           | 6,3  |

#### За округами
| № округу                                                | Прізвище, ім'я, по батькові      | Дата визнання обраним | Освіта             | Партійна приналежність                        | Відомості про обраного депутата                    |
| ------------------------------------------------------- | -------------------------------- | --------------------- | ------------------ | --------------------------------------------- | -------------------------------------------------- |
| Політична партія Всеукраїнське об'єднання «Батьківщина» |                                  |                       |                    |                                               |                                                    |
| 3                                                       | Сава Ніна Михайлівна             | 04.11.2010            | середня спеціальна | член Всеукраїнського об'єднання «Батьківщина» | тимчасово не працює                                |
| Політична партія Всеукраїнське об'єднання «Свобода»     |                                  |                       |                    |                                               |                                                    |
| 1                                                       | Ніжинський Андрій Іванович       | 04.11.2010            | середня            | член Всеукраїнського об'єднання «Свобода»     | тимчасово не працює                                |
| 9                                                       | Крохмальна Наталія Володимирівна | 04.11.2010            | вища               | член Всеукраїнського об'єднання «Свобода»     | тимчасово не працює                                |
| 11                                                      | Левицька Світлана Володимирівна  | 04.11.2010            | середня спеціальна | член Всеукраїнського об'єднання «Свобода»     | Дитячий садок с. Озеряни, вихователь               |
| Самовисування                                           |                                  |                       |                    |                                               |                                                    |
| 2                                                       | Іваськів Денис Іванович          | 04.11.2010            | середня            | позапартійний                                 | тимчасово не працює                                |
| 4                                                       | Харевич Іван Васильович          | 04.11.2010            | середня спеціальна | позапартійний                                 | тимчасово не працює                                |
| 5                                                       | Чорній Галина Тарасівна          | 04.11.2010            | вища               | позапартійна                                  | Озерянська сільська рада, бухгалтер                |
| 6                                                       | Савків Степан Васильович         | 04.11.2010            | середня спеціальна | позапартійний                                 | Бучач Західагропром, лаборант                      |
| 7                                                       | Тисовський Василь Степанович     | 04.11.2010            | середня спеціальна | член Всеукраїнського об'єднання «Батьківщина» | Бучацька ЦРЛ, оператор котельні                    |
| 8                                                       | Лесюк Іван Ярославович           | 04.11.2010            | вища               | позапартійний                                 | Державний реєстр виборців, головний спеціаліст     |
| 10                                                      | Бойчук Надія Іванівна            | 04.11.2010            | середня спеціальна | позапартійна                                  | Озерянська сільська рада, секретар                 |
| 12                                                      | Рівний Ігор Богданович           | 04.11.2010            | середня спеціальна | позапартійний                                 | Бучацький РЕМ, майстер                             |
| 13                                                      | Добропольський Іван Васильович   | 04.11.2010            | середня спеціальна | позапартійний                                 | тимчасово не працює                                |
| 14                                                      | Харевич Іван Степанович          | 04.11.2010            | середня спеціальна | позапартійний                                 | підприємець                                        |
| 15                                                      | Мурашка Іван Васильович          | 04.11.2010            | середня спеціальна | позапартійний                                 | підприємець                                        |
| 16                                                      | Гузан Надія Теодозіїна           | 04.11.2010            | вища               | позапартійна                                  | відділення поштового зв'язку с. Озеряни, начальник |